# Клиф
Клиф (на английски: cliff – обрив) е отвесен скален склон, образуван в резултат от разрушаването на морския бряг от морските прибои. В резултат от бавното отстъпване на клифовете навътре в сушата, абразионните тераси в техните подножия увеличават ширината си.